# Josep Lluís Guzman i Antich
Josep Lluís Guzman i Antich (Sabadell, 15 de maig de 1954 - Terrassa, 14 d'abril de 2017) va ser un compositor i pedagog català. Destacà, sobretot, en la producció d'obra coral i per a música de cambra, tot i que també va escriure diverses obres per a orquestra. També fou una personalitat important en la recuperació i harmonització de peces tradicionals catalanes, les quals conformen gran part del seu discurs musical.

## Biografia
Era fill del clarinetista Francesc Guzman Aponte –d'orígens valencians– i nebot del guitarrista Jaume Antich. Josep Lluís Guzman va estudiar flauta travessera, harmonia, contrapunt i fuga al Conservatori Superior de Música de Barcelona i composició i instrumentació al Conservatori Superior de Badalona. Va formar part del Quartet Laietà entre 1976 i 1980. Va començar a exercir com a docent al Conservatori de Sabadell, on fundà l'Orquestra de Cambra d'aquest centre entre els anys 1982 i 1985. Posteriorment, exercí de professor al Conservatori Municipal de Cervera des de l'any 1985 fins al 1995. El 1990 va començar a treballar a l'Escola de Música de Ponts. Va dirigir diversos cors, entre els quals l'Orfeó de Tremp i l'Orfeó Artesenc.

## Obres simfòniques destacades[3]
- Cançó de llaurar (1982) estrenada per l'Orquestra Ciutat de Barcelona
- Els camins del sol (1991) estrenada per l'Orquestra Ciutat de Barcelona
- Moviment per a un estiu (1992) obra per a ballet.
- Confidències a Antonio Machado sobre un poema de Pere Quart (Joan Oliver), per a soprano i orquestra. Estrenada a Sabadell per l'Orquestra Simfònica del Vallès (1994)
- Fantasia per a cobla i percussió (2004)
- El càntic dels càntics, cantata per a dos solistes, cor i orquestra de cambra estrenada al Palau de la Música sota la direcció de Xavier Puig (2006).

## Obra per a piano
- Cinc preludis[4]
  - Preludi I (1985)
  - Preludi II (1986)
  - Preludi III (1994)
  - Preludi IV (1998)

- Tres estudis harmònics (1984)
- Camí de cançons (1993-1996)[4]
  - La dida (cançó tradicional de Ponts i Tiurana)
  - La vida a les galeres (cançó tradicional de Ponts)
  - Corrandes (cançó tradicional de Ponts)
  - Lo matí de sant Joan (cançó tradicional de Tiurana)
  - Al camp de Tarragona (cançó tradicional de Ponts)
  - N'ha vingut una dama (cançó tradicional de Tiurana)
  - Nadala del jaio (cançó tradicional de Ponts)
  - Nadaleta (cançó tradional de Ponts)
- Sis Interiors (1990)[4]
- Cinc peces (1981)[4]
- Homenatge a Francesc Alió. Sardana per a piano en homenatge a la seva mort (2008)

## Música de cambra
- Tres peces "Da camera" per a duo de flautes travesseres. "Adagio -Allegro - Cànon. Tempo di menuetto"
- Quartet de corda “a la Memòria d'Amadeu Vives” (1994)[5]
- Sis peces per a flauta sola (1986)[6]

## Harmonitzacions per a cor de peces tradicionals catalanes
- Una matinada fresca per a cor mixt.[7]
- El testament d'Amèlia per a cor mixt. Obra guardonada en els Premis "Catalunya" de Composició Coral (1996)[8]
- El ball de Sant Ferriol per a cor mixt.
- Tres reis d'Orient nadala tradicional per a cor mixt.
- Pastors i pastores nadala tradicional de la Noguera per a cor mixt i piano.
- Cançó de Carnestoltes tradicional de la Noguera per a cor mixt i piano.
- Un cant per Ariadna per a cor mixt.
- El bon caçador i la pastora per a cor mixt.
- Sa ximbomba per a cor mixt.

## Obra coral
- Tot sona en el món per a cor mixt, text d'Apel·les Mestres.
- Els camins d'horta per a cor mixt i piano.
- Àngel de la son per a cor mixt.
- Àngel amic per a cor femení.
- Àngel de llum per a cor mixt i violí solista.
- Floriu els ametllers per a cor mixt.

## Discografia
- Records i petjades. Obres per a piano sol interpretades pel pianista Santi Riu (Ars harmònica, 2011)[9]
- Camí de cançons. (Ars harmònica, 2000)[10]
- Quartets catalans. Obres per a quartet de corda de Josep Lluís Guzman, d'Anna Cazurra i Jordi Capellas interpretades pel Quartet Teixidó. (La Mà de Guido, 2015)[11]

## Premis
- 1r Premi de composició coral de la FCEC (1995)[2]
- Premis Ciutat de Reus (1989,1995 i 1996) [2]